# Kljavlinói járás
A Kljavlinói járás (oroszul Клявлинский район) Oroszország egyik járása a Szamarai területen. Székhelye Kljavlino.

## Népesség
- 1989-ben 30 179 lakosa volt.
- 2002-ben 16 437 lakosa volt, melyből 5670 orosz (34,5%), 5030 csuvas (30,6%), 4545 mordvin (27,65%), 882 tatár (5,37%).
- 2010-ben 15 988 lakosa volt, melyből 6552 orosz (41,1%), 4425 csuvas (27,8%), 3825 mordvin (24%), 803 tatár (5%).